# Gynandromyia gilvum
Gynandromyia gilvum là một loài ruồi trong họ Tachinidae.